# Водосбор олимпийский
Водосбо́р олимпи́йский (лат. Aquilégia olýmpica) — многолетнее растение, вид рода Водосбор (Aquilegia) семейства Лютиковые (Ranunculaceae).

## Экология и распространение
Ареал вида охватывает Малую Азию, Иран. Описан с горы Олимп.
Произрастает в смешанных, лиственных и сосновых лесах, лугах, на высоте 1220—3645 м.

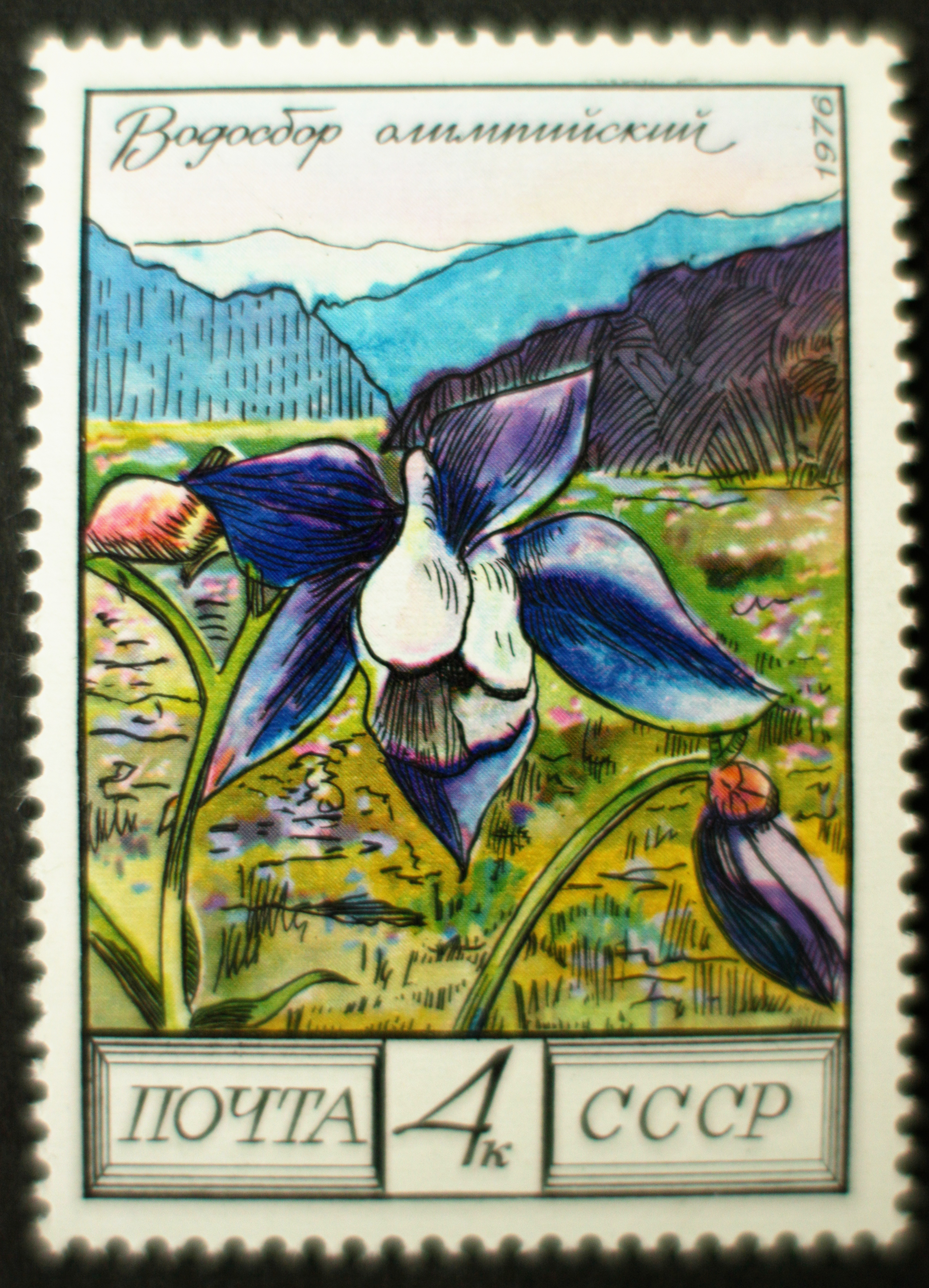
Почтовая марка СССР 1976 года.

## Ботаническое описание
Стебель ветвистый в верхней части, немного клейкий, железистый, высотой 30—60 см.
Листья по форме сходные с листьями водосбора обыкновенного. Листочки эллипсоидно-клиновидные, с тупыми концами, снизу сероватого цвета.
Цветки 5—10 см в диаметре, синие, редко розовые, опушённые. Чашелистики яйцевидные, 2—4,5 см длиной и 1—2 см шириной, намного длиннее отгиба лепестков. Лепестки до 3,5 см длиной, с крючковидно загнутыми на конце шпорцами 1—2 см длиной.
Плоды — слабо опушённые листовки 2—3 см длиной, в количестве 5—8.
Семена матовые, чёрные.

## Значение и применение
Считается ядовитым. Скотом не поедается или поедается плохо. 

## Таксономия
Вид Водосбор олимпийский входит в род Водосбор (Aquilegia) семейства Лютиковые (Ranunculaceae) порядка Лютикоцветные (Ranunculales).
|  |                                      |  |                                                               |                                                               |                     |  | ещё 6 семейств (согласно Системе APG III) | ещё 6 семейств (согласно Системе APG III) |                          |  |  |  | ещё около 65 видов |
|  |                                      |  |                                                               |                                                               |                     |  | ещё 6 семейств (согласно Системе APG III) | ещё 6 семейств (согласно Системе APG III) |                          |  |  |  | ещё около 65 видов |
|  |                                      |  |                                                               | порядок Лютикоцветные                                         |                     |  |                                           |                                           | род Водосбор             |  |  |  |                    |
|  |                                      |  |                                                               | порядок Лютикоцветные                                         |                     |  |                                           |                                           | род Водосбор             |  |  |  |                    |
|  | отдел Цветковые, или Покрытосеменные |  |                                                               |                                                               | семейство Лютиковые |  |                                           |                                           | вид Водосбор олимпийский |  |  |  |                    |
|  | отдел Цветковые, или Покрытосеменные |  |                                                               |                                                               | семейство Лютиковые |  |                                           |                                           |                          |  |  |  |                    |
|  |                                      |  | ещё 58 порядков цветковых растений (согласно Системе APG III) | ещё 58 порядков цветковых растений (согласно Системе APG III) |                     |  |                                           | ещё около 50 родов                        | ещё около 50 родов       |  |  |  |                    |
|  |                                      |  |                                                               | ещё 58 порядков цветковых растений (согласно Системе APG III) |                     |  |                                           |                                           | ещё около 50 родов       |  |  |  |                    |